# ソホスブビル
ソホスブビル（Sofosbuvir）はC型肝炎ウイルス(HCV)感染症の治療薬として使用されるヌクレオチドアナログの一つである。ウイルスのNS5Bポリメラーゼを阻害する。商品名ソバルディ。従来の治療に比べ、ソホスブビルを含むレジメンでの治療効果（ウイルス学的著効(SVR)達成率）は2〜4倍とされ、副作用も少ない。従来は重篤な副作用を伴う事の多いインターフェロンの注射が必須であったが、ソホスブビルを用いると多くの患者がペグインターフェロン（pegIFN）を用いる事なく治療に成功する。開発コードPSI-7977、GS-7977。
ソホスブビルはHCVウイルスが自身のRNAを複製するために用いるRNAポリメラーゼを阻害する。米国ファーマセット社が発見し、米国ギリアド・サイエンシズ社が同社を買収して開発した。
2013年、米国FDAはHCVジェノタイプ2および3に対する経口薬治療法としてソホスブビル(SFV)とリバビリン(RBV)の併用を、未治療のHCVジェノタイプ1および4に対する3剤併用療法としてpegIFN＋RBV＋SFVを承認した。2014年にはウイルス由来NS5A阻害薬レジパスビル(LDP)とSFVの併用療法が承認された。また、日本においてもLDP/SFV配合剤（商品名ハーボニー配合錠）が承認され、HCVジェノタイプIに対するIFNフリーの経口薬として販売されている。なお日本でのソホスブビル単剤（ソバルディ）の販売は2022年4月をもって終了した。
LDP＋SFVの併用療法は、ジェノタイプ1（日米ならびに欧州の多くの地域で最も頻度の高い型）について、前治療の有無または肝硬変の有無にかかわらず、インターフェロン未使用で高い治療率を誇る。
WHO必須医薬品モデル・リストに収載されている。

## 効能・効果
日本で承認されている効能・効果は以下のとおり。
- LDP配合剤（ハーボニー） :セログループ1（ジェノタイプ1）のC型慢性肝炎またはC型代償性肝硬変におけるウイルス血症の改善[13]

この他、単剤（ソバルディ）がセログループ2（ジェノタイプ2）のC型慢性肝炎またはC型代償性肝硬変におけるウイルス血症の改善に対して承認され、リバビリンとの併用で用いられていたが、2022年4月をもって販売が中止された。
米国では、ジェノタイプ1、2、3、4のC型肝炎に対してリバビリンとの併用またはリバビリンとペグインターフェロンとの併用で用いられる。あるいはジェノタイプ1に対してはNS5A阻害剤であるレジパスビルとの併用も認められている。HIVとの重複感染にも使用できる。
2014年前半、米国肝臓学会議と米国感染症学会がC型肝炎の管理について共同声明を発表した。声明では、ソホスブビルとリバビリンの併用は、インターフェロンの有無によらずジェノタイプ1〜6のHCVの第一選択肢（他の治療薬を排除しない）であり、同時に、第二選択肢以降としても使用できる、というものである。

## 禁忌
ソホスブビルは以下の患者には禁忌である。
- 重度の腎機能障害（eGFR＜30mL/分/1.73m2）または透析を必要とする腎不全の患者
- カルバマゼピン、フェニトイン、リファンピシンを服用中の患者
- セイヨウオトギリ（セント・ジョーンズ・ワート）含有食品を摂取している患者
- 製剤成分に対し過敏症の既往歴のある患者

慎重投与
- B型肝炎ウイルス感染者または既往感染者では、B型肝炎ウイルスの再活性化が起こり得る。

## 副作用
添付文書に記載されている重大な副作用は、貧血(11.4%)、高血圧(1.4%)、脳血管障害（頻度不明）である。ソホスブビルの臨床試験はリバビリンなどとの併用で実施されていたので、副作用も併用時の副作用として理解すべきである。5%以上に発生する副作用として頭痛が記載されている。
一般に見られる副作用は、頭痛のほか、倦怠感、嘔気、潮紅、易刺激性である。ほとんどの副作用は、インターフェロンを含むレジメンの方が含まないレジメンよりも多い。例として、頭痛、倦怠感はインターフェロンを含まないレジメンでは含むレジメンの半分程度であり、インフルエンザ様症状はインターフェロンを含まないレジメンで3〜6%、含むレジメンでは16〜18%である。また好中球減少はインターフェロンを含まないレジメンではほとんど起こらない。

### 妊婦、産婦への投与
ラットおよびウサギではソホスブビルの胎児に対する作用は見られない。米国FDAの胎児危険度カテゴリーはB（妊婦に対する適切な、対照のある研究が存在しないもの。）である。
ソホスブビル＋リバビリンまたはソホスブビル＋リバビリン＋インターフェロンのFDA胎児危険度カテゴリーはX（動物・人間による研究で明らかに胎児奇形を発生させる）である。リバビリンはラットおよびウサギで催奇形性作用が、ラットで胚・胎児致死作用が確認されているので、妊婦およびその相手の男性の服用は避けるべきである。妊娠の可能性がある女性がソホスブビル・リバビリン・ペグインターフェロン併用療法を実施する際は、開始2ヶ月前から毎月、治療終了の6ヶ月後まで妊娠検査を実施する必要がある。

### 授乳婦への投与
授乳婦がソホスブビルを服用した場合の乳児の副作用は明確でないが、主要代謝物であるGS-331007が乳汁中へ移行することが確認されている。リバビリンも乳汁中に移行する。服用中は授乳しない様に勧められている。

## 相互作用
ソホスブビルは腸上皮において細胞内から消化管へと薬物などを移動させるP糖蛋白質の基質である。したがって、リファンピシンやセント・ジョーンズ・ワートなどのP糖蛋白質を誘導する物質は消化管からのソホスブビルの吸収を減少させる。
加えて、抗痙攣薬、抗抗酸菌薬、HIVプロテアーゼ阻害剤（チプラナビル）を併用すると、ソホスブビルの血中濃度を減少させると思われるので、併用は推奨されない。
ソホスブビルは多くの医薬品との併用が臨床試験で検討され、シクロスポリン、ダルナビル/リトナビル、エファビレンツ、エムトリシタビン、メサドン、ラルテグラビル、リルピビリン、タクロリムス、テノホビルなどはソホスブビルの血中濃度に影響を与えないことが判っている。

### 心臓への副作用
2015年3月、ソホスブビルとアミオダロン、ダクラタスビル、シメプレビルを併用した患者9名に異常な徐脈を生じ、1名が心停止で死亡したことが明らかにされた。3名は心臓ペースメーカーを装着した。これを受けて米国では添付文書が改定されることになった。

## 臨床試験
ソホスブビルについては多くの臨床試験が実施されている。その一つPROTON試験では、ジェノタイプ1に対するソホスブビル200mg＋リバビリン＋ペグインターフェロンの12週後のウイルス学的著効率(SVR12)は90%、ソホスブビル400mg＋リバビリン＋ペグインターフェロンのSVR12は91%、ジェノタイプ2または3に対するソホスブビル400mg＋リバビリン＋ペグインターフェロンのSVR12は92%であった。
またELECTRON試験では、前治療のないジェノタイプ2または3のHCVに対してソホスブビル＋リバビリン＋ペグインターフェロンを投与した患者で24週後の著効率(SVR24)が100%(10/10)であった。ソホスブビル単剤では60%(6/10)であった。

## 作用機序
ソホスブビルはProTide技術を利用して創薬されたプロドラッグである。肝細胞内で代謝され、活性代謝物 2'-デオキシ-2'-α-フルオロ-β-C-メチルウリジン-5'-三リン酸 になる。三リン酸体はウイルスのRNAポリメラーゼであるNS5BによってRNA鎖内に取り込まれ、RNA合成を停止させる。ソホスブビルに先立ち、様々なヌクレオシドアナログが合成されたが、HCVへの効果は不十分であった。その原因の一つは、三リン酸化の前の一リン酸化の過程が遅いことにあった。ソホスブビルではProTide法に基づき、予め一リン酸化された物質を医薬品として用いる事とした。さらに、薬物分子を感染細胞内に速やかに侵入させるためには負の電荷を打ち消す必要があったので置換基が付加された。NS5Bはウイルスの複製に不可欠のRNA依存性RNAポリメラーゼである。

ソホスブビルなどの直接作用型抗ウイルス薬は抵抗性形成を極めて生じ難い。C型肝炎の治療失敗の原因がウイルスの耐性獲得による処が大きい現状において、これは重要な利点である。

## 承認状況
ソホスブビルの新薬承認申請は米国では2013年4月に提出され、FDAから画期的治療薬の指定を受け、優先審査される事となった。2013年12月、FDAはC型肝炎に対するソホスブビルの使用を承認した。
日本では、2014年6月に承認申請資料が提出され、2015年3月に承認された。
欧州では、2013年4月に承認申請資料が提出され、2013年11月に承認勧告された。
薬価は1錠あたり米国で1000ドル、日本では42000円ほど。

## 研究
ソホスブビルと、ダクラタスビルやレジパスビルなどのNS5A阻害薬との併用は、HCVに対するウイルス学的著効率が100%に達する場合がある。臨床試験の多くは94%〜97%であり、従来の治療法よりも充分に高い。
2013年に開催された第20回レトロウイルスおよび日和見感染症学会（Conference on Retroviruses and Opportunistic Infections、CROI）で発表されたデータに拠ると、ソホスブビル＋レジパスビル＋リバビリンの3剤併用療法でジェノタイプ1のHCVに対する12週でのウイルス学的著効率（SVR12）は前治療無しおよび前治療無反応の患者のいずれでも100%であった。ソホスブビルとレジパスビルの合剤について±リバビリンの治験が実施された。
2014年10月、FDAはソホスブビル400mgとレジパスビル90mgの合剤（商品名ハーボニー）を承認した。その後日本でも2015年7月に厚生労働省がハーボニーの製造販売を承認した。

## その他
ソホスブビルが使える様になる以前は、C型肝炎の治療はインターフェロンを基本とした6〜12ヶ月の治療が一般的であり、治癒率は70%以下であった上、貧血、うつ病、重症発疹、嘔気、下痢、疲労といった副作用が伴っていた。ソホスブビルの臨床開発が進むに連れて、医師は患者を“保留”し始めた。米国でのソバルディの上市後の立ち上がりは医薬品の歴史上最速であった。最初の30週間に6万人以上の患者がソバルディを服用した。これは米国のC型肝炎患者の約5%に当たる。
2017年1月、奈良県でレジパスビルとの配合剤（ハーボニー配合錠）の偽造品が流通していることが判明。厚生労働省は、都道府県や関係団体に文書で注意を呼び掛けた。